# برند اشتورک
برند اشتورک (آلمانی: Bernd Storck؛ زادهٔ ۲۵ ژانویهٔ ۱۹۶۳) یک بازیکن فوتبال اهل آلمان است.
از باشگاه‌هایی که در آن بازی کرده‌است می‌توان به بوخوم و بروسیا دورتموند اشاره کرد.
اشتورک سابقه مربی‌گری در تیم‌های المپیاکوس، تیم ملی فوتبال قزاقستان و مجارستان را در کارنامه دارد.